# Zoològic de Minnesota
El Zoològic de Minnesota, anteriorment Parc Zoològic de Minnesota, és un zoològic ubicat a Apple Valley, Minnesota, Estats Units. Va ser inaugurat el 22 de maig de 1978. La superfície del zoològic és de 196 hectàrees. Actualment compta amb gairebé 4.509 animals, que representen 505 espècies de tot el món. Tots aquests animals viuen en hàbitats dissenyats per imitar els seus hàbitats naturals. El zoològic és un dels dos únics zoològics estatals als Estats Units, l'altre és el Zoològic de Carolina del Nord. Dona la benvinguda a aproximadament 1,3 milions de visitants a l'any.
El Zoològic de Minnesota és operat per l'Estat de Minnesota. El zoològic és membre de l'Associació Mundial de Zoos i Aquaris (AZA) participa als seus Plans de Supervivència d'Espècies, un programa de conservació i cria amb què l'organització intenta salvar de l'extinció espècies en perill d'extinció. El zoològic també és membre de l'Associació Mundial de Zoos i Aquaris (WAZA). En el passat, el zoològic disposava d'un monorriel, amb el qual era possible fer visites guiades pel recinte. La mateixa ruta es reobre com a sender per caminar el 2023.

## Exposicions
El zoològic està dividit en diferents seccions on es classifiquen els animals segons el seu hàbitat:
- Minnesota Trail inclou moltes espècies animals natives de Minnesota, com rentadors, llops i coiots.

- Northern Trail presenta espècies animals de regions al nord del paral·lel 45. Les espècies animals més conegudes aquí inclouen els tigres siberians, els llops mexicà i els rens, en perill d'extinció.

- Tropics Trail inclou una casa on es recrea el paisatge de latituds tropicals i es preserven espècies animals autòctones.

- Russia's Grizzly Coast és una exhibició meitat interior i meitat exterior que presenta animals de l'Extrem Orient Rus i la Península de Kamtxatka.

- Discovery Bay conté diversos aquaris amb un total de més de 4,1 milions de litres d'aigua, en què, per exemple, hi viuen taurons, rajades i estrelles de mar. La secció també inclou un delfinari amb capacitat per a 800 persones on cada dia es fan diferents espectacles.

- Wells Fargo Family Farm és un zoològic familiar per a nens.